# Parafia św. Michała Archanioła w Targowej Górce
Parafia Świętego Michała Archanioła w Targowej Górce jest jedną z 10 parafii leżącą w granicach dekanatu wrzesińskiego I. Data erygowania parafii jest nieznana.

## Księgi metrykalne
- ochrzczonych od 1945 roku
- małżeństw od 1945 roku
- zmarłych od 1945 roku

## Grupy parafialne
Na terenie parafii działa kilka grup parafialnych:
- Służba Liturgiczna,
- Żywy Różaniec,
- Nabożeństwa Fatimskie,
- Katecheza parafialna.